# Strava
Strava — сервис для отслеживания активности спортсменов с помощью мобильных устройств. Сервис включает в себя приложения для мобильных устройств, интернет-сайт, базу данных сохранённых тренировок, API для доступа к ним и другие подсистемы. Strava также позиционируется как социальная сеть для спортсменов, где они могут сравнивать свои результаты, ставить цели, общаться и т. д.
Разработка сервиса ведётся компанией Strava, Inc, которая была основана в 2007 году; её основной офис находится в Сан-Франциско, Калифорния.

## Описание
Strava предлагает к использованию одноимённое приложение, работающее на мобильных устройствах под управлением операционных систем iOS или Android. Данные приложения позволяют отслеживать положение спортсмена с помощью систем глобального позиционирования (GPS или ГЛОНАСС), анализировать его состояние с помощью других датчиков (например, пульсометром) и т. п. Получив эти данные, приложение синхронизируется с сервером Strava в Интернете, что даёт возможность публикации своих данных, анализа и использования в социальной сети. Strava позиционируется как сервис для тех, кто занимается бегом и ездой на велосипеде, но в то же время предлагает работать с другими видами тренировок (плавание, ходьба и др.).
Социальная сеть позволяет анализировать, сравнивать, фильтровать результаты тренировок, устанавливать спортсменам общие цели, публиковать свои достижения, планы занятий, загружать фото и видео в привязке к карте и тренировкам, анализировать физическую активность, создавать личные тепловые карты для аналитики. Сервис позволяет создавать на карте общие для всех «сегменты» (участки тренировок) и далее сравнивать результаты разных спортсменов на данных сегментах. Социальная сеть Strava включает в себя не только дружеские связи между спортсменами, но и создание клубов, проведение соревновательных мероприятий, оценку («лайки») и обсуждение тренировок, и др. Помимо описанного сервиса, Strava имеет свой интернет-магазин по продаже одежды, устройств и аксессуаров.
Базовые функции сервиса доступны его пользователям бесплатно. При оформлении подписки на Strava для спортсменов добавляются дополнительные возможности, такие как фильтрация таблиц достижений, возможность ставить цели, тренировочные видео и программы, дополнительные средства аналитики и другие.

## Компания
Компания, разработавшая и развивающая приложение, была основана в 2007 году. Её офис находится в Сан-Франциско (Калифорния), имеется ещё один офис в Хановере (Нью-Гэмпшир, США).
Основателями компании являются Марк С. Гейни (председатель правления) и Майкл Т. Хорват (директор). Директор компании Джеймс Куорлз.

## Конфиденциальность
В январе 2018 года появились сообщения, что тепловые карты сервиса позволили аналитикам и журналистам выявить расположение американских, российских и других военных баз, расположения блок-постов Исламского государства, подземные маршруты, тренировки в Антарктиде и др. Данные выводы сделаны на основе того, что тепловые карты представляют собой обезличенные данные, привязанные к местам на карте Земли, и таким образом позволяют определить места активных тренировок тогда, когда пользователи используют сервис Strava.
Для защиты конфиденциальных данных в Strava имеются настройки приватности. Например, пользователь может указать некоторый район, внутри которого его данные не будут доступны для других членов сети.

## Санкции против России и Беларуси
12 марта 2022 года сервис приостановил работу своих сервисов в России и Беларуси, назвав причину: 
На сегодняшний день это сообщество потрясено фактом трагической и бессмысленной войны. Для нас важно оказать поддержку и высказать свою солидарность с народом Украины.

В ответ на несправедливую войну, развязанную Россией против Украины, компания Strava решила приостановить работу своих сервисов на территории России и Беларуси.